# Yee

在影片《Yee》中，暴龍Oro對著Peek說出「Yee」時的樣子。

這個詞起源於「revergo」這個YouTube頻道在2012年2月29日上傳的一部同名影片《Yee》。這部影片將德國 Dingo Pictures 所製作動畫《恐龍的冒險》（英語：Dinosaur Adventure）裡的片段改編後，上傳至YouTube。這部影片在2014年8月20日被分享到Reddit後，開始在網路上爆紅。在2015年6月傳入「巴哈姆特」後，開始在臺灣流傳。成為在網路上及現實中大家模仿的對象。

## 起源
這個詞是來自於一部由「revergo」在2012年2月29日上傳至YouTube的一部影片。該影片原本的標題是，後來作者將影片標題更改為《Yee》。此影片是從一部德國動畫《恐龍的冒險》裡的義大利文配音片段改編。原片段的內容是：一隻暴龍「Oro」跟另一隻角龍「Peek」在對話。Peek先對另一隻小恐龍說：「爸爸和媽媽在有了新的小孩子後，他們就不會再理你了。」（義大利語：Mamma e papà hanno un nuovo bebè e non se ne fanno più niente di te!），後來Oro回應他：「Peek，你怎麼可以這麼說呢？不論是兄弟姊妹，父母對每位孩子的愛都是相同的。」。在原先Oro的英文版配音人員說的名字是「Peek」，但義大利文版的配音人員說起來像是「Yee」。而revergo將這個片段改編為：Peek正在哼唱這集動畫即將結束時的背景音樂。而Peek哼唱到一半時，Oro說了「Yee」而打斷了正在哼唱樂曲的Peek，最後只見Peek露出無奈且尷尬的表情。因为具有戏剧性而在世界上各个国家流传并视作網路迷因。

## 傳播
《Yee》這部影片在2012年2月29日上傳至YouTube後，並沒有立即受到廣泛注意。直到2014年8月20日，一位Reddit使用者「alurkeraccount」將這部影片分享至Reddit的「Youtube俳句」看板後，開始在網路上爆紅。隨後有許多改編作品及圖片開始出現。而在2015年6月時，這部影片傳入「巴哈姆特」後，經由網路上廣泛流行，即開始在臺灣流傳，甚至影響了臺灣校園，成了當時最流行的趣味用語。

## 影響
自《Yee》這部影片在2014年8月20日分享至Reddit的「YouTube俳句」看板的9天後（2014年8月29日），這篇文章獲得了2,061個指標。截至2022年9月，《Yee》這部影片在YouTube的點閱率超過了9206萬次。而在Reddit上也有Yee的Subreddit成立。
因Yee的角色發音以及表情引人注目，而成為在網路上及學生之間模仿的對象。同時也有相關改編影片或圖片出現。若字詞裡有與「Yee」相同或相似音的字，也是模仿的對象，造成一股熱潮。

## 外部連結
- YouTube上的Yee
- YouTube上的（意大利文）（原作《恐龍的冒險》被改編為《Yee》的義大利文配音片段）
- YouTube上的Dinosaur Adventure 5/5，始於4分01秒（英文）（《Yee》裡Peek哼唱的樂曲）
- Yee在Reddit上的Subreddit （页面存档备份，存于）